# Joseph Marchand (missionnaire)
Pour les articles homonymes, voir Joseph Marchand et Marchand.
Joseph Marchand, né à Passavant en Franche-Comté, près de Besançon, le 17 août 1803, mort à Tho-duc dans l'Annam (aujourd'hui au Vietnam) le 30 novembre 1835, est un saint catholique fêté le 30 novembre.

## Biographie
Il entre au séminaire des Missions Étrangères de Paris à l'âge de 25 ans, en novembre 1828. 
Il est ordonné prêtre le 4 avril 1829 et embarque le 12 mai suivant pour cinq mois de voyage à destination de Macao. De là, le procureur des Missions étrangères l'envoie en Cochinchine où la persécution l'attend. Il voyage dans diverses provinces du Vietnam et au-delà jusqu'à Phnom Penh (royaume vassal de la Cochinchine) avant d'être envoyé à Bình Thuận d'où il est chassé en 1833, après qu'une persécution des chrétiens eut été décrétée par l'empereur Minh Mang. Il vit caché jusqu'à ce qu'il soit capturé par des insurgés menés par Lê Van Khôi qui l'emmènent dans la citadelle de Saïgon qu'ils tiennent. 
Les forces impériales prennent cette place forte le 8 septembre 1835 et capturent ainsi le Père Marchand, qui est alors accusé de connivence avec les rebelles. Malgré la torture qui lui est infligée, il n'avoue rien et refuse également de renoncer à sa religion. Ceci lui vaut de subir le supplice des cent plaies le 30 novembre 1835 à Tho-duc, près de Hué (Annam). Après sa mort, son corps est découpé et dispersé en mer pour qu'il n'en reste pas de trace. C'est le début d'une persécution totale contre les chrétiens.

## Hommages, postérité
Le pape Grégoire XVI le déclare vénérable le 19 juin 1840, le pape Léon XIII le béatifie le 7 mai 1900 et finalement le pape Jean-Paul II le canonise le 19 juin 1988, avec les Martyrs du Viêt-Nam.
Sa maison natale à Passavant est transformée en musée dédié, dans lequel des fresques peintes en 1838 décrivent les étapes de sa vie.
Une statue le représentant agenouillé est érigée à Passavant, près du belvédère.

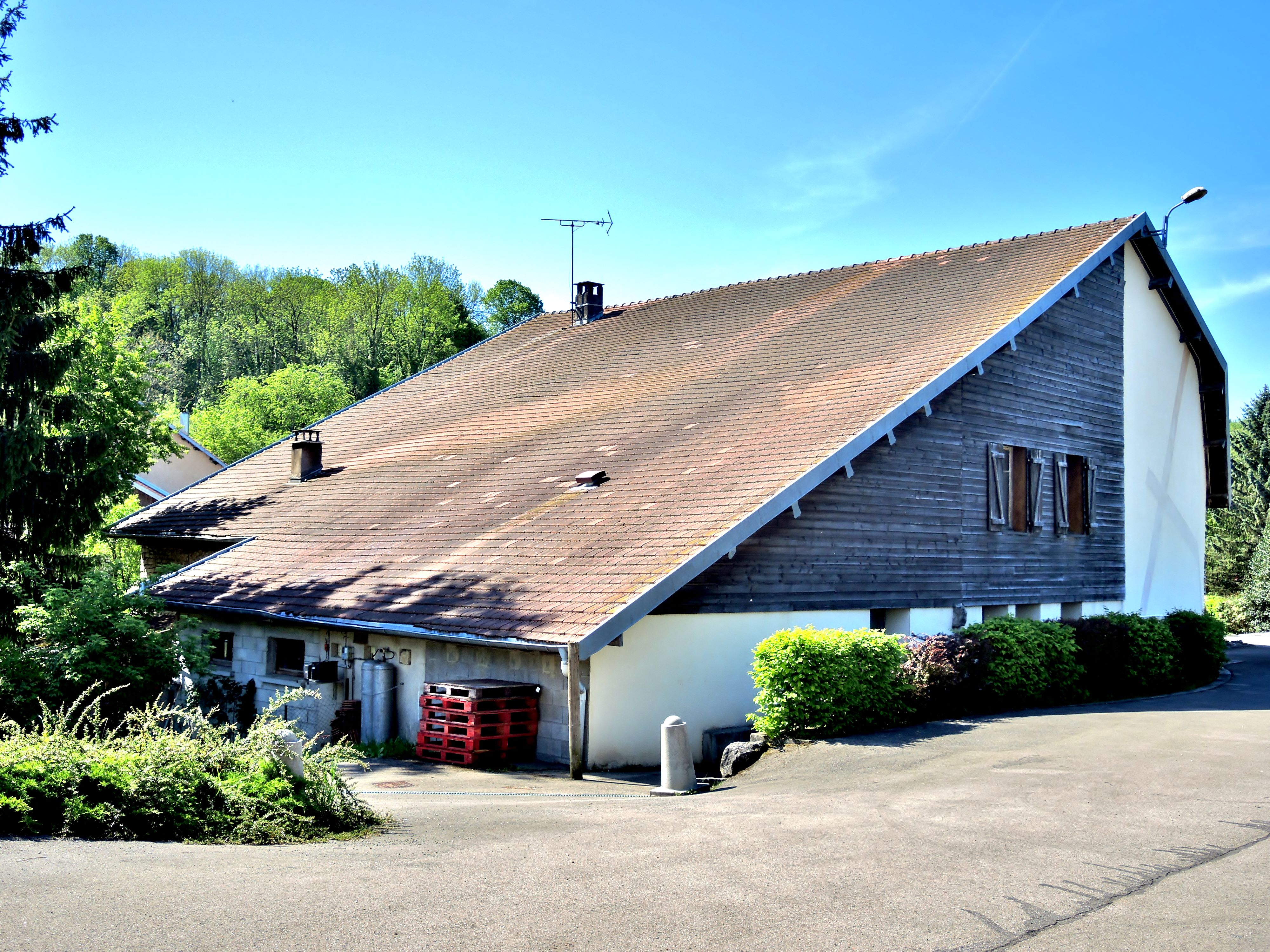
Maison natale de Joseph Marchand.
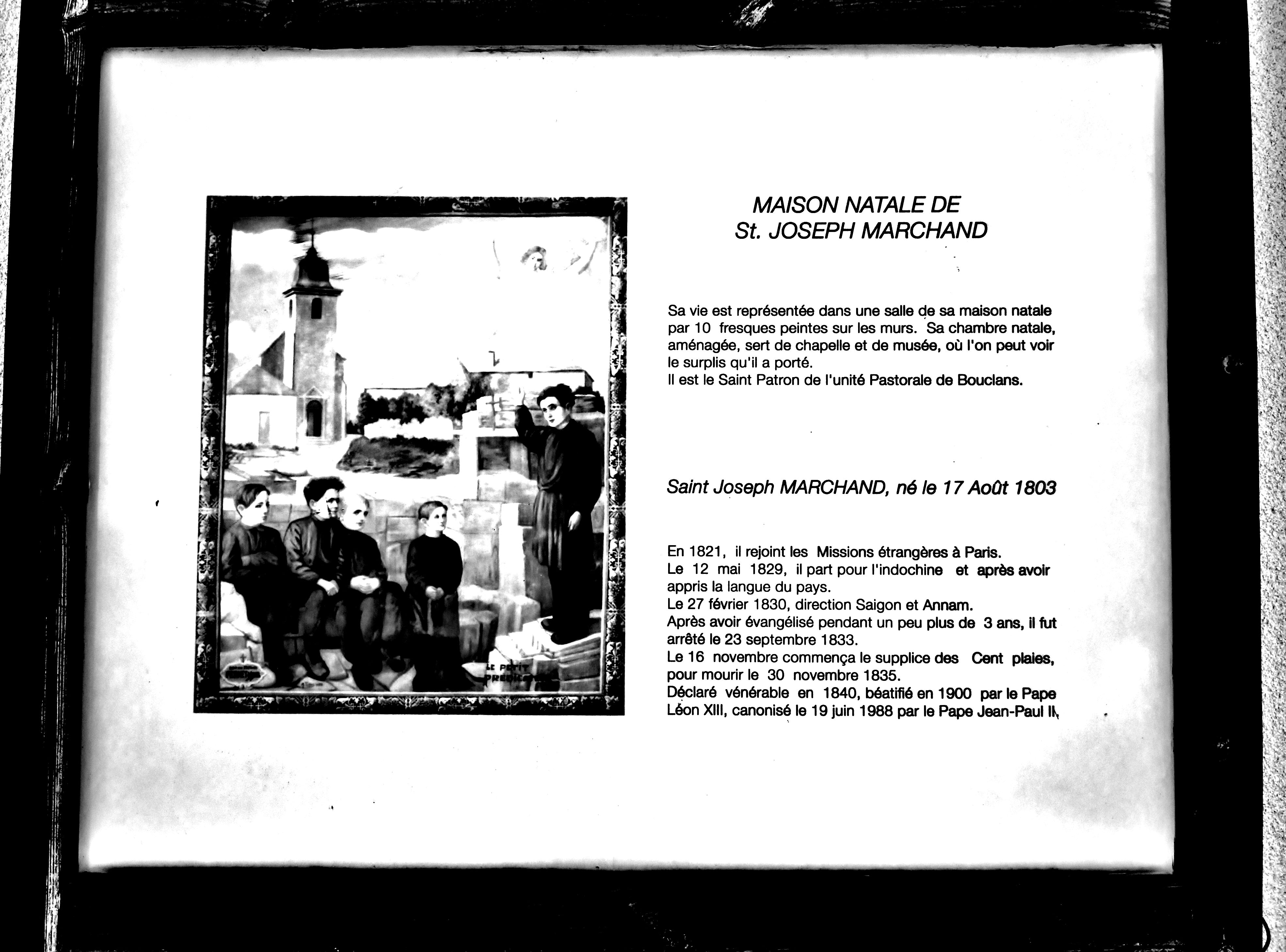
Panneau descriptif de sa maison natale.
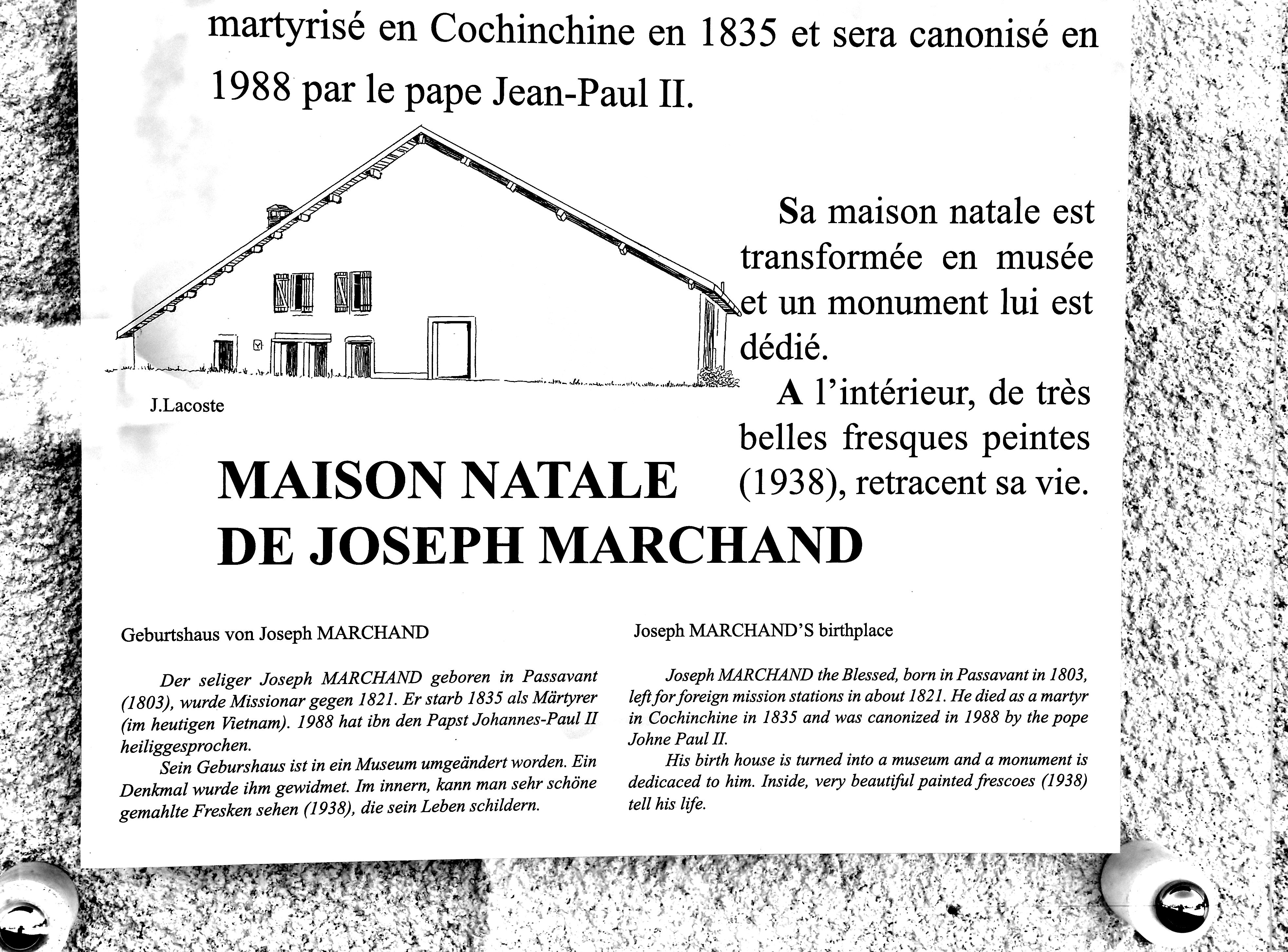
Panneau descriptif de sa maison natale.